# خفض طوعي للانبعاثات
الخفض الطوعي للانبعاثات (بالإنجليزية: Voluntary Emission Reduction)‏، هي نوع من تعويض الكربون المتبادلة في السوق الطوعي أو فائض الحساب للحصول على ائتمان الكربون. تخفيضات انبعاثات متحقق منها تعتمد عادة من خلال عملية إصدار الشهادات الطوعية. عادة ما تنشأ تخفيضات انبعاثات متحقق منها في مشاريع التي قد تم التحقق منها خارج بروتوكول كيوتو. وحدة خفض طوعي للانبعاثات هي ما يعادل واحد طن متري من انبعاثات ثاني أكسيد الكربون. من خلال هذه المخططات، يمكن للصناعات والأفراد تحقيق تعويض طوعي لانبعاثاتها أو تقديم مساهمة إضافية لتخفيف تغير المناخ.